# Тихая лиса
Тихая лиса (англ. silent fox, quiet fox, whispering fox, listening fox, the quiet coyote, нем. Der Leisefuchs, Flüsterfuchs, Lauschefuchs, Schweigefuchs) — жест, сигнал, подаваемый особым образом сложенными пальцами руки. Имитирует голову лисы. Используется в некоторых странах Европы и Северной Америки. В основном применяется учителями начальной школы для призыва детей к тишине.
Тихая лиса — пример невербального общения. При возрастании шума в аудитории преподаватель может показать «тихую лису», которая закрыла пасть и навострила уши. Считается, что учащиеся должны сделать то же самое, то есть замолчать и внимательно слушать.
В советской/российской традиции учителя привыкли кричать, чтобы добиться тишины. Однако это парадоксальный метод, ибо крик приводит не к снижению, а к возрастанию шума, как в известном стихотворении Маршака «Угомон». Соответственно, учителя должны были придумать иной, более эффективный, метод.
«Тихая лиса» использовалась в логопедии. Во время тренингов, собраний, чтобы обеспечить принцип «говорит только один», тоже применяется жест «тихая лиса»: говорит только тот, кто подал этот знак.
В некоторых регионах Европы использование «тихой лисы» сократилось из-за сходства с жестом «Серых волков», что заставляет придумывать другие методы.